# Rectángulo
En geometría plana, un  rectángulo es un paralelogramo cuyos cuatro lados forman ángulos rectos entre sí. Los lados opuestos tienen la misma longitud. Un rectángulo cuyos cuatro lados tienen la misma longitud es un cuadrado.
En geometría euclidiana plana, un rectángulo es un cuadrilátero con cuatro ángulos rectos. También puede definirse como: un cuadrilátero equiangular, ya que equiangular significa que todos sus ángulos son iguales (360°/4 = 90°); o un paralelogramo que contiene un ángulo recto. Un rectángulo con cuatro lados de igual longitud es un cuadrado. El término oblongo se utiliza ocasionalmente para referirse a un rectángulo no-cuadrado. Un rectángulo con vértices ABCD se denotaría como ABCD.
La palabra rectángulo proviene del latín rectangulus, que es una combinación de rectus (como adjetivo, recto, propio) y angulus (ángulo).
Un rectángulo cruzado es un cuadrilátero cruzado (auto-intersecante) que consiste en dos lados opuestos de un rectángulo junto con las dos diagonales (por lo tanto sólo dos lados son paralelos). Es un caso especial de antiparalelogramo, y sus ángulos no son rectos ni todos iguales, aunque los ángulos opuestos son iguales. Otras geometrías, como la esférica, la elíptica, y la hiperbólica, tienen los llamados rectángulos con lados opuestos iguales en longitud y ángulos iguales que no son ángulos rectos.
Los rectángulos están implicados en muchos problemas de tiling, como el embaldosado del plano por rectángulos o el embaldosado de un rectángulo por polígono.
El perímetro de un rectángulo es igual a la suma de todos sus lados:
{\displaystyle P=2\cdot a+2\cdot b=2\cdot (a+b)\,}
El área de un rectángulo es igual al producto de dos de sus lados contiguos:
{\displaystyle A=b\cdot a}
El alargamiento o elongación de un rectángulo es igual al cociente entre el lado mayor y el lado menor:
{\displaystyle E={\frac {a}{b}},siendo:a>b}

## Definición
Un rectángulo es una figura geométrica que posee cuatro ángulos interiores de 90°. Es un paralelogramo, es decir, todos sus lados son paralelos dos a dos.

### Por género próximo y diferencia específica
El rectángulo es un paralelogramo con un ángulo recto.

### Proposición
El rectángulo tiene los cuatro ángulos rectos.
Prueba
Por definición, tiene un ángulo recto. Por ser un paralelogramo, su opuesto también es un ángulo recto; y los otros dos ángulos, que son suplementarios de los dos anteriores, suman 180°. Y como son opuestos, son iguales entre sí, luego cada uno de los cuatro es un ángulo recto.

## Propiedades

Rectángulo ABCD. d es una de sus dos diagonales.

Un convexo cuadrilátero es un rectángulo si y sólo si es cualquiera de los siguientes:
1. Sus lados paralelos son iguales.
2. Las dos diagonales de un rectángulo de lados {\displaystyle a} y {\displaystyle b} miden {\displaystyle d={\sqrt {a^{2}+b^{2}}}}.[9]
3. Sus dos diagonales se bisecan mutuamente en el punto medio común; (esta característica también lo define). Este punto es el centro de la figura, en el sentido que toda recta que pasa por él, corta al rectángulo en dos puntos equidistantes del centro, por lo que define una simetría respecto a un punto para los puntos del rectángulo.[10]
4. El rectángulo tiene dos simetrías axiales, respecto a ejes paralelos a sus lados y que pasan por el centro.[11]
5. Cualquier rectángulo se puede inscribir en una circunferencia, dos de cuyos diámetros coinciden con las diagonales del rectángulo.
6. Usando como base de un triángulo una base del rectángulo y el punto medio del lado opuesto, como vértice opuesto, resulta un triángulo isósceles de área igual a la mitad de la del rectángulo.
7. Empleando como base de cualquier triángulo la base del rectángulo y como vértice opuesto un punto que dista como la altura del rectángulo, se obtiene una familia de triángulos equivalentes y cuyos vértices forman un lugar geométrico: la recta paralela a la base del rectángulo.[12]
8. Si se unen los puntos medios M, N; P, Q de sendos lados de un rectángulo, mediante segmentos se genera el rombo MNPQ.[13]
9. * un cuadrilátero convexo de lados sucesivos a, b, c, d cuya área es {\displaystyle {\tfrac {1}{4}}(a+c)(b+d)}.[14]: fn.1
10. * un cuadrilátero convexo con lados sucesivos a, b, c, d cuya área es {\displaystyle {\tfrac {1}{2}}{\sqrt {(a^{2}+c^{2})(b^{2}+d^{2})}}.}[14]

## Teoremas
1. El teorema de isoperimetría para rectángulos establece que de entre todos los rectángulos con un perímetro dado, el cuadrado es el que tiene mayor área.
2. Un paralelogramo con diagonales iguales es un rectángulo.
3. El teorema japonés para cuadriláteros cíclicos establece que los incentros de cuatro triángulos determinados por los vértices de un cuadrilátero cíclico tomados de tres en tres forman un rectángulo.

## Simetría
1. Las dos rectas perpendiculares entre sí, paralelas a los lados contiguos y que pasan por el centro del rectángulo, son ejes de simetría axial de los puntos del rectángulo.
2. El centro del rectángulo ( intersección de las diagonales) es el centro de simetría central de los puntos del rectángulo.[15]

## Clasificación

El rectángulo es un caso especial del paralelogramo y del trapecio. Un cuadrado es un caso especial de un rectángulo.

### Jerarquía tradicional
Un rectángulo es un caso especial de un paralelogramo en el que cada par de lados adyacentes es perpendicular.
Un paralelogramo es un caso especial de un trapecio (conocido como trapezoide en Norteamérica) en el que ambos pares de lados opuestos son paralelos e iguales en longitud.
Un trapecio es un convexo cuadrilátero que tiene al menos un par de lados opuestos paralelos.
Un cuadrilátero convexo es
- Simple: El límite no se cruza a sí mismo.
- En forma de estrella: Todo el interior es visible desde un único punto sin tener que cruzarse ninguna arista.

### Jerarquía alternativa
De Villiers define un rectángulo de forma más general como cualquier cuadrilátero con ejes de simetría a través de cada par de lados opuestos. Esta definición incluye tanto los rectángulos rectángulos como los rectángulos cruzados. Cada uno tiene un eje de simetría paralelo y equidistante a un par de lados opuestos, y otro que es la perpendicular bisectriz de esos lados, pero, en el caso del rectángulo cruzado, el primer eje no es un eje de simetría para ninguno de los lados que biseca.
Los cuadriláteros con dos ejes de simetría, cada uno a través de un par de lados opuestos, pertenecen a la clase más amplia de cuadriláteros con al menos un eje de simetría a través de un par de lados opuestos. Estos cuadriláteros comprenden los  trapecios isósceles y los trapecios isósceles cruzados (cuadriláteros cruzados con la misma disposición de vértices que los trapecios isósceles).

## Rectángulos con nombre propio

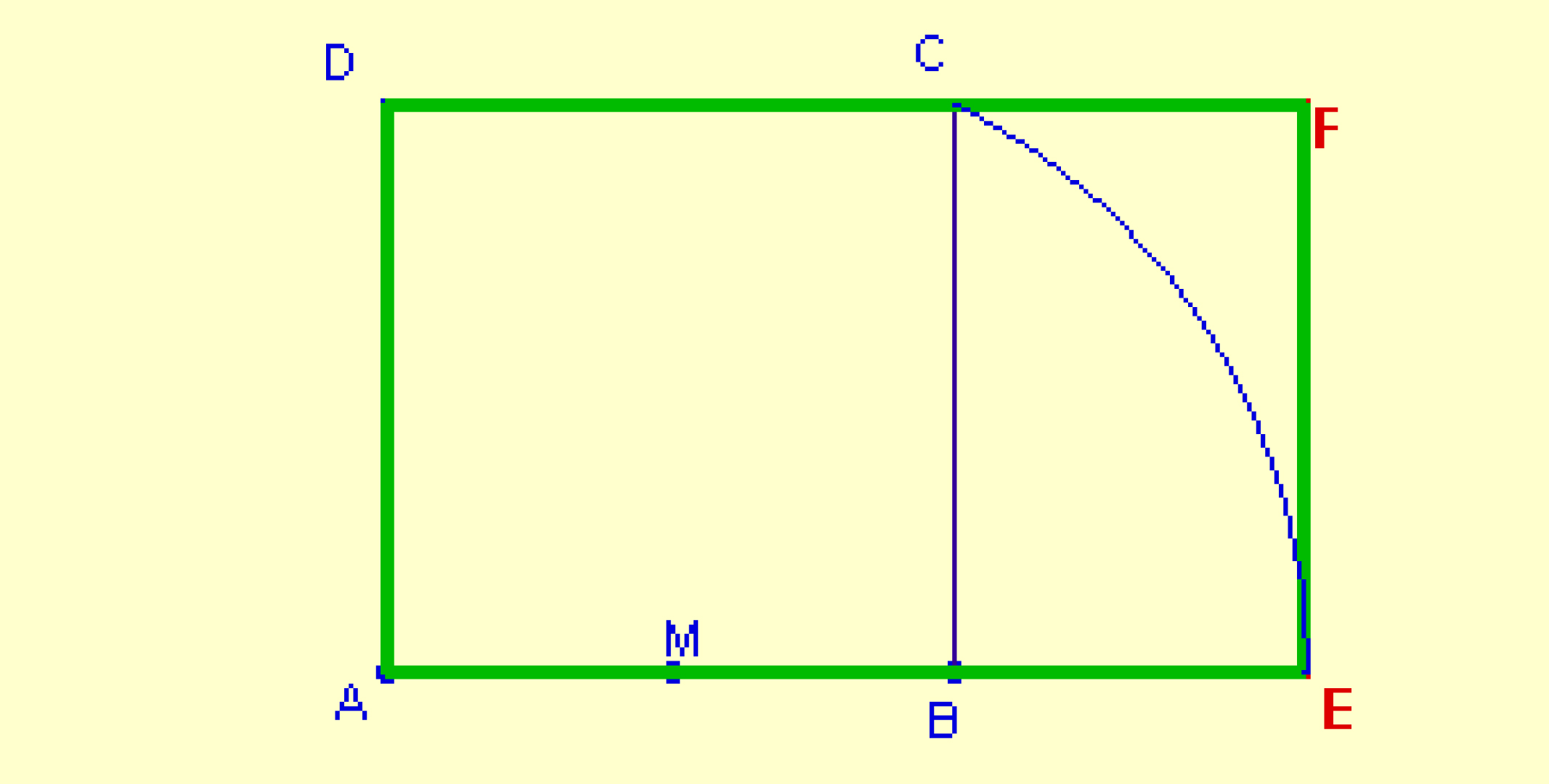
Rectángulo áureo.

- El rectángulo áureo, también denominado rectángulo de oro o rectángulo Φ, es el rectángulo cuyos lados están en razón áurea. Si b y h son los lados, b/h = Φ. Para construirlo a partir de un cuadrado de lado AB, basta con determinar el punto medio M de uno de los lados AB, y trazar, con centro en el punto M, una circunferencia que pase por uno de los vértices C del lado opuesto.

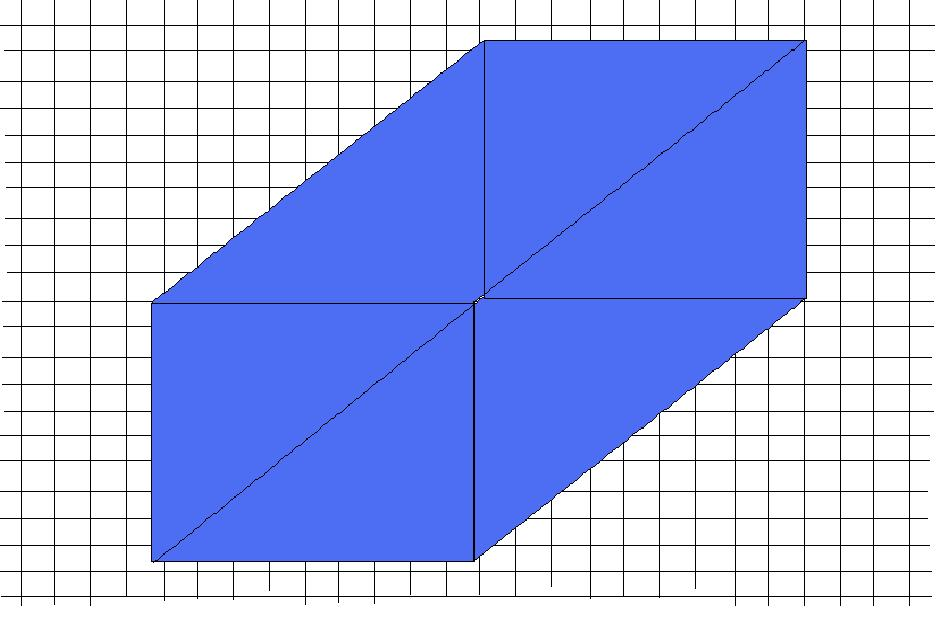
Representación gráfica de un ortoedro que generaliza la construcción de un rectángulo, en el espacio euclídeo tridimensional.

- Rectángulo {\displaystyle {\sqrt {2}}} (rectángulo raíz de 2), aquel cuya relación entre base y altura es igual a la raíz cuadrada de dos. Si b y h son los lados, b/h = {\displaystyle {\sqrt {2}}}. El interés de este rectángulo radica en que si es dividido en dos mitades, por su lado más largo, los dos nuevos rectángulos obtenidos mantienen exactamente la misma proporción que el original, o sea que son también rectángulos raíz de 2. Es por ello que, entre otros usos, es el formato utilizado para dimensionar las hojas de papel según las normas DIN 476 e ISO 216.

Construcción partiendo del cuadrado: de forma similar al rectángulo áureo, se traza con centro en el punto A, una circunferencia que pase por el vértice opuesto C.
- Doble cuadrado, aquel cuyos lados están en la relación 2:1.
- Pantallas de televisión. Hasta la introducción de los monitores de alta definición, cuya relación [ancho:alto] habitual es [16:9], los sistemas de televisión convencionales utilizaban rectángulos con la proporción [4:3]. Dado que estas proporciones son fijas, basta con conocer la medida de la diagonal (normalmente expresada en pulgadas) para establecer el tamaño de la pantalla.

## Magnitudes geométricas para un rectángulo
Dada una figura bidimensional pueden definirse los n-momentos de área centrados como:

{\displaystyle M_{x_{1}\dots x_{n}}^{(n)}=\int _{A}x_{1}\dots x_{n}\ dA}

El 0-momento coincide con el área, los dos 1-momentos se llaman primeros momentos de área (o momentos estáticos) {\displaystyle \scriptstyle S_{x}=M_{x}^{(1)},\ S_{y}=M_{y}^{(1)}} son nulos para cualquier figura plana. Los 2-momentos se llaman segundos momentos de área (o momentos de inercia planos) y para un rectángulo son:

{\displaystyle I_{xx}=M_{xx}^{(2)}={\frac {bh^{3}}{12}},\quad I_{yy}=M_{yy}^{(2)}={\frac {hb^{3}}{12}},\quad I_{xy}=I_{yx}=M_{xy}^{(2)}=0}

Donde b es la base del rectángulo y h su altura.

## Rectángulos cruzados

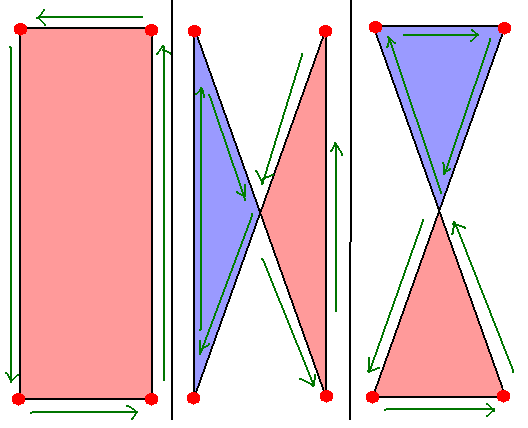
Generación de rectángulos cruzados

Un cuadrilátero cruzado (es decir, que se interseca a sí mismo) consiste en dos lados opuestos de un cuadrilátero junto con sus dos diagonales (véase antiparalelogramo). Del mismo modo, un rectángulo cruzado es un cuadrilátero cruzado formado por dos lados opuestos de un rectángulo junto con sus dos diagonales. Tiene la misma disposición de vértices que el rectángulo. Aparece como dos triángulos idénticos con un vértice común. La intersección geométrica no se considera un vértice propiamente dicho.
Un cuadrilátero cruzado a veces se asemeja a un lazo de pajarita o a una mariposa. Un marco rectangular de alambre toma la forma de un cuadrilátero cruzado cuando se hacen girar en un espacio tridimensional sus lados cortos en sentido opuesto. Un rectángulo cruzado a veces también se denomina un "ocho angular".
El interior de un rectángulo cruzado puede tener un densidad poligonal de ± 1 en cada triángulo, dependiendo de la orientación (en sentido de las agujas del reloj o en sentido contrario) con la que se recorrran.
Un rectángulo cruzado no es equiangular. La suma de sus ángulos interiores (dos agudos y dos obtusos), como en cualquier cuadrilátero cruzado, es de 720°.
Un rectángulo y un rectángulo cruzado son cuadriláteros con las siguientes características en común:
- Los lados opuestos tienen la misma longitud.
- Las dos diagonales tienen la misma longitud.
- Tiene dos líneas de simetría de reflexión y simetría rotacional de orden 2 (180°).

## Otros rectángulos
| Una silla de montar tiene 4 vértices no coplanarios (los vértices alternados de un ortoedro). Es una superficie minimal interior definida como una combinación lineal de los 4 vértices. Este ejemplo muestra 4 lados azules del rectángulo, y las dos diagonales en color verde, todos diagonales de las caras rectangulares del ortoedro. |

En geometría esférica, un rectángulo esférico es una figura cuyos cuatro lados son arcos de círculos máximos, sus cuatro ángulos son iguales y mayores de 90°, y sus arcos opuestos tienen la misma longitud.
En geometría elíptica, un rectángulo elíptico es una figura en el plano elíptico cuyas cuatro aristas son arcos elípticos, que se cortan con ángulos iguales y mayores de 90°, y sus arcos opuestos tienen la misma longitud.
En geometría hiperbólica, un rectángulo hiperbólico es una figura en el plano hiperbólico cuyas cuatro aristas son arcos hiperbólicos que se cortan con cuatro ángulos iguales menores de 90°, y cuyos arcos opuestos tienen la misma longitud.

## Teselados
El rectángulo se utiliza en muchos patrones de teselados periódicos, como por ejemplo estos mosaicos:
| Unión apilada. | Unión desplazada. | Trenzado de cesta. | Trenzado de cesta. | Espina de pez. |

## Cuadrado, perfecto, y otros rectángulos

Un rectángulo perfecto de orden 9

El cuadrado perfecto de menor orden (1) y los tres cuadrados perfectos más pequeños (2–4) – todos son cuadrados simples

Un rectángulo puede ser embaldosado mediante cuadrados, rectángulos, o triángulos. Se dice que el recubrimiento es
Perfecto si todas las baldosas son semejantes, tiene un número finito de baldosas, y no hay dos baldosas del mismo tamaño. Si dos de estas baldosas son del mismo tamaño, se dice que el recubrimiento es imperfecto. En un recubrimiento perfecto (o imperfecto) triangulado, los triángulos deben ser rectángulos.
Un rectángulo tiene lados conmensurables sí y solo sí puede ser recubierto por un número finito de cuadrados distintos.
Lo mismo es cierto si las baldosas son triángulos isósceles desiguales.
Los recubrimientos de rectángulos con otras formas geométricas que han atraído la mayor atención son los de poliominós no rectangulares congruentes, permitiendo todas las rotaciones y reflexiones. También hay embaldosados mediante poliábolos congruentes.